# Stuart Long
Stuart Ignatius Long, né le 26 juillet 1963 à Seattle, État de Washington, et mort le 9 juin 2014 à Helena dans le Montana, est un ancien boxeur et un prêtre catholique.

## Biographie
Il a étudié à l'université franciscaine de Steubenville. Stuart Long est enterré au cimetière de la résurrection dans le comté de Lewis et Clark dans le Montana.
Le drame biographique Père Stu : Un héros pas comme les autres, sorti en 2022, est un film américain basé sur sa vie. L'acteur Mark Wahlberg joue son rôle.